# Lake Mitchell
Lake Mitchell är en sjö i Australien. Den ligger i delstaten Queensland, omkring 1 400 kilometer nordväst om delstatshuvudstaden Brisbane. Lake Mitchell ligger 374 meter över havet. Arean är 23,8 kvadratkilometer. Den sträcker sig 7,6 kilometer i nord-sydlig riktning, och 8,2 kilometer i öst-västlig riktning.
I omgivningarna runt Lake Mitchell växer huvudsakligen savannskog. Trakten runt Lake Mitchell är nära nog obefolkad, med mindre än två invånare per kvadratkilometer.  Genomsnittlig årsnederbörd är 1 434 millimeter. Den regnigaste månaden är mars, med i genomsnitt 341 mm nederbörd, och den torraste är september, med 14 mm nederbörd.